# Kristmann Gudmundsson
Kristmann Gudmundsson, född 23 oktober 1901 vid Borgarfjörður, död 20 november 1983 i Reykjavik, var en isländsk författare.
Gudmundsson var bosatt i Norge 1924-1938 och skrev under dessa år på norska. Efter hemkomsten till Island skrev han på isländska.

## Böcker på svenska
- Livets morgon (Livets morgen) (anonym översättning?, 1934)
- Den blå kusten (Den blå kyst) (översättning Åke Lindström, Schildt, 1935)
- Jordens barn (Jordens barn) (översättning Arthur Johnson, Schildt, 1936)
- Armann och Vildis (Armann og Vildis) (översättning Ragnar Holmström, Schildt, 1937)
- Det heliga fjället (Det hellige fjell) (översättning Håkan Tollet, Wahlström & Widstrand, 1940)
- Vita nätter (Hvite netter) (översättning Irma Schildt, Wahlström & Widstrand, 1942)
- Gudinnan och tjuren (Gudinnen og oksen) (översättning Walter Nyquist, Wahlström & Widstrand, 1942)